# Нельсон Евора
Нельсон Евора  (порт. Nelson Évora, 20 квітня 1984) — португальський легкоатлет, олімпійський чемпіон, чемпіон світу та призер чемпіонатів світу.
Золоту олімпійську медаль та звання олімпійського чемпіона Евора виборов на Пекінській олімпіаді 2008 року.

## Виступи на Олімпіадах
| Олімпіада  | Дисципліна        | Місце             |
| ---------- | ----------------- | ----------------- |
| Афіни 2004 | потрійний стрибок | 40 (кваліфікація) |
| Пекін 2008 | потрійний стрибок | 1                 |
| Ріо 2016   | потрійний стрибок | 6                 |